# Babieniec (wieś)
Babieniec (niem. Babenczien, Babziens) – wieś w Polsce, położona w województwie warmińsko-mazurskim, w powiecie kętrzyńskim, w gminie Korsze. W latach 1975–1998 miejscowość administracyjnie należała do województwa olsztyńskiego. Babieniec jest samodzielną wsią sołecką.

## Położenie geograficzne
Wieś jest położona w południowej części gminy Korsze w bezpośredniej bliskości z gminą Reszel. Pod względem historycznym miejscowość leży w Prusach Dolnych, na obszarze dawnej pruskiej Barcji. Pod względem fizycznogeograficznym jest położona na Pojezierzu Mrągowskim, będącym częścią Pojezierza Mazurskiego. Ukształtowanie powierzchni wsi i okolic jest pagórkowate. Zabudowa jest rozproszona. Na północ od wsi znajduje się Jezioro Babienieckie (niem. Babzienser See) o powierzchni 25 ha. Jezioro to miało nazwy starsze niż znana data założenia wsi. Nazwy jeziora z roku 1374: Babazcin i Bobanczin. Na wschód od miejscowości rozciąga się Tołkiński Las (niem. Tolksdorfer Wald).
Miejscowość jest oddalona od sieci głównych dróg. Przez wieś prowadzą dwie drogi powiatowe: nr 1691N łącząca Reszel z Dzikowiną oraz nr 1689N łącząca Babieniec z Kraskowem.

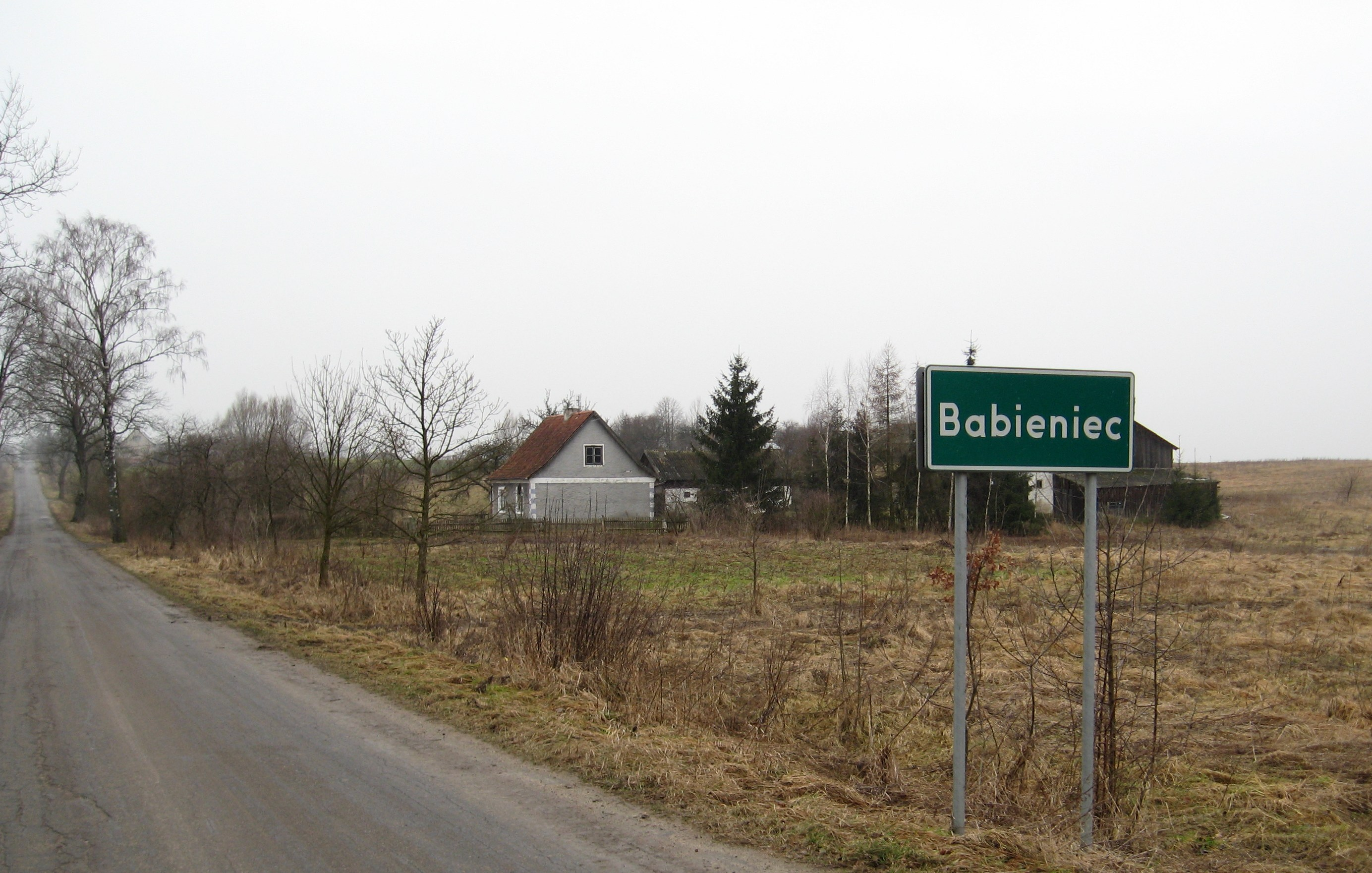
Droga do Babieńca

## Historia
Wieś lokowana była na prawie chełmińskim w 1390. Obszar wsi wynosił 40 włók, z których sześć należało do sołtysa. Osadnicy płacili czynsz z każdej włóki po pół grzywny oraz w naturze po dwie kury. We wsi była karczma, której właściciel płacił czynsz w wysokości jednej grzywny i ośmiu skojców do 11 listopada (św. Marcina), kiedy w państwie krzyżackim zamykał się rok podatkowy.
Wieś będąca własnością rodziny von Königsegg została dwukrotnie zniszczona: w czasie wojny trzynastoletniej 1454-1466 i później w czasie wojny polsko-krzyżackiej (1519–1521). W XVII-XVIII w. wieś była we władaniu rodzin von Hülsen, von Bonin, a następnie von Borcke.
W roku 1913 las w Babieńcu należał do Gustava von Borcke ze Szczecina, który był właścicielem pobliskich Płutnik i Staryni.
Po zakończeniu drugiej wojny światowej wieś weszła w skład Polski. Opuszczony Babieniec zasiedlili polscy repatrianci z Kresów Wschodnich, a także ludność ukraińska przesiedlona w ramach Akcja „Wisła”.
W roku 1970 w Babieńcu funkcjonowała czteroklasowa szkoła podstawowa, włączona potem do Szkoły Podstawowej w Garbnie. W 1973 r. sołectwo Babieniec obejmowało: wieś Babieniec, Gudniki wieś i PGR, os. Młynisko (dawny folwark położony ok. 1,5 km na południowy zachód od Kraskowa).

## Demografia
W roku 1817 folwark i wieś miały 14 domów.
Liczba mieszkańców: w 1817 – 186 osób, w 1925 – 294, w 1939 – 346, w 1970 – 148, w 2004 – 125, w 2016 - 120.

## Kultura
- We wsi od 2012 r. działa Koło Gospodyń Wiejskich „Baby z Babieńca”[13].